# Apoaerenica martinsi
Apoaerenica martinsi är en skalbaggsart som först beskrevs av Monné 1979.  Apoaerenica martinsi ingår i släktet Apoaerenica och familjen långhorningar. Inga underarter finns listade i Catalogue of Life.